# محاصره اسکندریه (۱۱۷۴)
محاصره اسکندریه (انگلیسی: Siege of Alexandria) در سال ۱۱۷۴، محاصره‌ای کوتاه‌مدت و ناموفق از جانب نیروهای نورمن از پادشاهی سیسیل به رهبری تانکرد، پادشاه این کشور به قصد مقابله با حکومت صلاح‌الدین ایوبی در مصر و حمایت از قلمروهای صلیبی به‌خصوص پادشاهی اورشلیم پس از مرگ امالریک پادشاه اورشلیم بود.